# Stanley Baker
William Stanley Baker, més conegut com Stanley Baker, (Ferndale, 28 de febrer de 1928 – 28 de juny de 1976) va ser un actor i productor de cinema britànic.

## Inicis
Nascut al país de Gal·les, a mitjans de la dècada de 1930 els seus pares es van mudar a Londres, on Baker va passar la major part dels seus anys de formació. La seva estrena al cinema va tenir lloc d'adolescent en la pel·lícula de 1943 dels Estudis Ealing Undercover, sobre les guerrilles iugoslaves a Sèrbia. Després, des de 1946 a 1948, va servir al Royal Army Service Corps. El seu primer paper com a adult va arribar amb All Over the Moon (1949).
En la seva vida privada era bon amic i company de beguda d'un altre actor gal·lès, Richard Burton. Encara que s'ha afirmat que tots dos intèrprets van estudiar amb un mateix professor, que els hauria animat a fer-se actors, el fet és que Baker va estudiar sota la tutela de Glyn Morse a Ferndale, mentre que a Burton el va dirigir Philip Burton.
Al principi Baker era usualment triat per a interpretar a malvats, personatges durs i enèrgics. De els seus primers papers és de destacar el de Bennett a The Cruel Sea (1953). Laurence Olivier ho va seleccionar per a encarnar a Enric VII d'Anglaterra en Ricard III (1955). El 1956 va ser Aquil·les en Helen of Troy, i el 1957 va col·laborar amb Patrick McGoohan a Ruta infernal (1957).

## Fama
El 1961 a Baker li van oferir el paper de James Bond en la pel·lícula Agent 007 contra el Dr. No, però el va rebutjar perquè no desitjava veure's lligat a un contracte de tres pel·lícules. Aquesta decisió va poder haver-li pesat, perquè uns anys més tard va demanar al productor Albert R. Broccoli interpretar al malvat en una de les pel·lícules. No obstant això, va encarnar al membre d'un comando en la cinta bèl·lica de 1961 Els canons de Navarone.
El paper més recordat de Baker va ser el del tinent John Chard a Zulu (1964), al costat del nouvingut Michael Caine. Baker va tenir un gran interès personal en els esdeveniments històrics, i va ser el propietari de la Creu Victòria de Chard i de la Medalla de Sud-àfrica (1877) des de 1972 fins al moment de la seva mort.
En la cinta de Joseph Losey Accident (1967), Baker va fer una gran actuació com Charley, i en la pel·lícula de 1970 Perfect Friday va demostrar la seva capacitat per a la comèdia romàntica amb el paper de Mr Graham, actuant al costat de Ursula Andress.
Baker va formar la seva pròpia productora en la dècada de 1970, produint pel·lícules com Zulu (1964), Robbery (1967) i Un treball a Itàlia (1968). Baker va disposar a la seva companyia en un consorci que va comprar els Pinewood Studios, però després d'una crisi borsària el 1974 va haver de declarar la fallida. Llavors va tornar al seu treball com a actor, fent també papers en televisió, incloses les produccions per a la BBC The Changeling i Robinson Crusoe (1974), i l'adaptació que va fer per a la BBC de Gal·les de How Green Was My Valley (1975).

## Vida privada
Baker era socialista en la seva vida privada, i amic del primer ministre laborista Harold Wilson. Es va oposar fermament al nacionalisme gal·lès i va gravar espais televisius en suport del Partit Laborista gal·lès. Baker va ser fortament criticat per guanyar grans sumes de diners malgrat la seva tendència socialista, i per manar als seus fills a costosos col·legis privats anglesos i posseir una gran propietat en Espanya per a passar les seves vacances. Al principi, a conseqüència del rodatge de la pel·lícula Sea Fury a l'Estartit i a l'hostalatge de tot l'equip del rodatge de la pel·lícula a l'Escala, va estar diversos anys passant les seves vacances en aquesta població de la Costa Brava catalana, en la qual tenia una propietat en el paratge Port d'en Perris. En la dècada de 1960 va considerar la possibilitat d'exiliar-se per causa fiscal, però finalment va decidir que trobaria a faltar el seu país. Moltes de les seves amistats opinaven que Baker havia danyat la seva carrera d'actor pels seus intents de transformar-se en un home de negocis. A més, en una entrevista concedida poc abans de morir, Baker admetia ser un jugador compulsiu.
El 1976 va ser honrat amb el nomenament com Caballero en una controvertida decisió del primer ministre Wilson, la llista del qual d'aspirants a Caballero va rebre el malnom de la «lavender list» (llista lavanda). No obstant això, Baker no va viure per a ser investit en persona al palau de Buckingham.
Fumador de tota la vida, a Baker li van diagnosticar un càncer de pulmó el gener de 1976, sent operat al mes següent. No obstant això, el càncer s'havia disseminat i aquest mateix any va morir a causa d'una pneumònia a Màlaga. Tenia quaranta-vuit anys. Les seves restes van ser incinerades en el cementiri Putney Val, i les cendres escampades des de l'alt d'Ynysybwl sobre la seva estimada Ferndale.

## Filmografia
- Undercover (1943)
- All Over the Town (1949)
- Obsession (1949)
- Lilli Marlene (1950)
- Your Witness (1950)
- Cloudburst (1950)
- The Rossiter Case (1951)
- El capità Horatio Hornblower (Captain Horatio Hornblower) (1951)
- Whispering Smith Hits London (1951)
- Home to Danger (1951)
- Els cavallers de la taula rodona (Knights of the Round Table) (1953)
- The Cruel Sea (1953)
- Paracaigudistes (The Red Beret) (1953)
- The Tell-Tale Heart (1953) (veu)
- The Good Die Young (1954)
- Beautiful Stranger (1954)
- Infern sota zero (Hell Below Zero) (1954)
- Twist of Fate (1954), amb Ginger Rogers
- Ricard III (Richard III) (1955)
- Helen of Troy (1956)
- Alexandre el Gran (Alexander the Great) (1956)
- Sang a l'asfalt (Checkpoint) (1956)
- Child in the House (1956)
- A Hill in Korea (1956)
- Ruta infernal (Hell Drivers) (1957)
- Campbell's Kingdom (1957)
- Violent Playground (1958)
- Sea Fury (1958)
- Yesterday's Enemy (1959)
- The Angry Hills (1959)
- Blind Date (1959)
- Jet Storm (1959)
- Hell Is a City  (1960)
- The Criminal (1960)
- Els canons de Navarone (The Guns of Navarone) (1961)
- Eva (1962)
- A Prize of Arms (1962)
- Sodom and Gomorrah (1963)
- A l'estil francès (In the French Style) (1963)
- The Man Who Finally Died) (1963)
- Zulu (1964)
- Dingaka (1965)
- Sands of the Kalahari (1965)
- Accident (1967)
- Robbery (1967)
- La ragazza con pistola (1968)
- Where's Jack? (El ladrón rebelde) (1969)
- The Last Grenade (1970)
- Perfect Friday (1970)
- The Games (1970)
- Una lucertola con la pelle di donna (1971)
- Popsy Pop (1971)
- The Innocent Bystanders (1972)
- Pepita Jiménez (1975)
- Zorro (1975)
- Orzowei, il figlio della savana (1976)